# Arley Dinas
Arley Dinas (* 16. květen 1974) je bývalý kolumbijský fotbalista.

## Reprezentace
Arley Dinas odehrál v letech 1995 až 2004 celkem 29 reprezentačních utkání. S kolumbijskou reprezentací se zúčastnil Zlatý pohár CONCACAF 2000, Copa América 2004.

## Statistiky
| Kolumbie | Kolumbie | Kolumbie |
| Roky     | Záp.     | Góly     |
| -------- | -------- | -------- |
| 1995     | 2        | 0        |
| 1996     | 0        | 0        |
| 1997     | 0        | 0        |
| 1998     | 0        | 0        |
| 1999     | 1        | 0        |
| 2000     | 13       | 0        |
| 2001     | 5        | 0        |
| 2002     | 3        | 0        |
| 2003     | 0        | 0        |
| 2004     | 5        | 0        |
| Celkem   | 29       | 0        |